# 益店镇
益店镇，是中华人民共和国陕西省宝鸡市岐山县下辖的一个乡镇级行政单位。

## 行政区划
益店镇下辖以下地区：
益店镇社区、益平村、益锋村、益合村、晁村、宋村、妙敬村、南官庄村、官庄村、永新村和张候村。